# Adolf Merckle
Adolf Merckle (ur. 18 marca 1934, zm. 5 stycznia 2009) – niemiecki przedsiębiorca, jeden z najbogatszych Niemców. Zginął śmiercią samobójczą.

## Życiorys
Merckle urodził się w Dreźnie w bogatej rodzinie. Większość swojego majątku odziedziczył. Rozwinął hurtownię chemiczną swojego dziadka w największą hurtownię farmaceutyczną w Niemczech Phoenix Pharmahandel. Jego rodzina posiada wytwórnię leków generycznych Ratiopharm oraz dużą część producenta cementu HeidelbergCement, jak również producenta samochodów Kässbohrer.
Z wykształcenia był prawnikiem, lecz większość czasu zawodowego spędził jako inwestor. Mieszkał w Niemczech z żoną oraz czwórką dzieci.
Merckle dokonał spekulacyjnej inwestycji wierząc, że kurs akcji Volkswagena spadnie, a kiedy w październiku 2008 roku na skutek wsparcia Volkswagena przez Porsche jego akcje w ciągu 2 dni wzrosły z 210,85 € do ponad €900 poniósł straty szacowane na wiele setek milionów dolarów.
W 2007 roku Forbes wycenił jego majątek na 12,8 miliarda $, w grudniu 2008 jego majątek był szacowany na $9,2 miliarda. W 2006 roku był 44 najbogatszą osobą na świecie, po stratach, których doznał w 2008 roku spadł na 97. miejsce listy najbogatszych ludzi świata. Pozostał mimo wszystko jednym z 5 najbogatszych Niemców.
Adolf Merckle popełnił samobójstwo 5 stycznia 2009 roku skacząc pod pociąg niedaleko swojego rodzinnego miasta Blaubeuren. Spekuluje się, że jego samobójstwo było powiązane z problemami jego spółki cementowej, która nie była w stanie spłacić zadłużenia zaciągniętego na zakup angielskiego konkurenta.